# Stejnítka
Stejnítka jsou typografická značka, která se píše místo opakovaného vypisování textu umístěného o řádek výše.
Jsou podobná uvozovkám. V Unicode existuje speciální východoasijský znak U+3003 (〃 – „DITTO MARK“), v latince je jako ditto symbol preferován znak U+2033 (″ – „DOUBLE PRIME“); přesto jsou na jejich místě obvykle používány různé varianty uvozovek (", „, …). Dřívější verze normy ČSN 01 6910 z roku 1997 dokonce přikazovala použít pro stejnítka znak uvozovek.
Použití stejnítek je například následující:
Černá pera, krabička dvaceti ..... 30 Kč
Modrá   "      "        "    ..... 30 Kč

Kromě základní podoby existují různé varianty. Ve středoevropském prostředí je například běžné použít pro opakování delšího textu jediná stejnítka doplněná na obou stranách vodorovnou čarou (lidově známo jako "husí nohy" či "kuří nožky"), dlouhou pomlčkou, například takto:
| von Knoblauch zu Hatzbach, | Hans Caspar, | geb.  | 1719, | gest. | 1793 |
| ———— „ ————                | Karl,        | – „ – | 1756, | – „ – | 1794 |
Jako opakovací znak se ovšem v jiných kontextech může použít i zcela odlišná značka, například ve slovnících se v podobném významu objevuje vlnovka nebo u postupně rozvíjených hesel dlouhá pomlčka.